# 2798 Vergilius
2798 Vergilius este un asteroid din centura principală, descoperit pe 24 septembrie 1960 de PLS.